# København - New York, 9200 Km
København - New York, 9200 Km er en dansk kortfilm fra 1995 med instruktion og manuskript af Per Hallin.

## Handling
En amerikaner er på besøg i København, han har arbejdet med på et tophemmeligt rumprogram - et samarbejde mellem NASA og danske rumforskere. Carlsberg finansierer projektet og i år 2001 skal en rumraket, i form af en ølflaske, sætte de første danske astronauter i bane omkring jorden. Amerikaneren fortæller i en cigarets tid om sine oplevelser i København.